# Begging for Love
Begging for Love (愛を乞うひと, Ai o Kou Hito) es una película japonesa de 1998 dirigida por Hideyuki Hirayama. Japón presentó su candidatura a la 71ª edición de los Oscar a la mejor película de habla no inglesa, pero no fue aceptada como candidata. Fue elegida Mejor Película en la ceremonia de entrega de los Premios de la Academia Japonesa.

## Sinopsis
La película sigue la historia de Naoko, una mujer que, marcada por una infancia abusiva, emprende un viaje desde Japón a Taiwán con su hija. Su objetivo es encontrar las cenizas perdidas de su padre, desencadenando así un viaje emocional que la lleva a enfrentarse a su doloroso pasado. Mientras se sumerge en la búsqueda, Naoko descubre no solo las pistas para localizar las cenizas, sino también numerosos secretos que le fueron ocultados a lo largo de su vida. La película explora las complejidades de las relaciones, la búsqueda de la verdad y la capacidad de sanar a través del amor y la comprensión en medio de un viaje conmovedor y revelador.